# علیرضا حقیقیان
علیرضا حقیقیان (زاده ۱۰ شهریور ۱۳۳۷ در اصفهان) دیپلمات اهل ایران سفیر اسبق ایران در پاکستان و ارمنستان است. 